# 18182 Вінер
18182 Вінер (18182 Wiener) — астероїд головного поясу, відкритий 27 серпня 2000 року.
Тіссеранів параметр щодо Юпітера — 3,313.
Названо на честь Норберта Вінера (англ. Norbert Wiener, 1894 — 1964) — американського математика-теоретика і прикладного математика.